# Hans Kaulich
Hans Kaulich (Vienna, 14 dicembre 1894 – Vienna, 31 luglio 1966) è stato un allenatore di calcio austriaco.

## Carriera
Allenò la Nazionale austriaca tra il 1954 e il 1955.